# Emmanuel Lepage
Emmanuel Lepage (Saint-Brieuc, Côtes-d'Armor, Francia, 29 de septiembre de 1966) es un historietista francés. Ha ganado numerosos premios en su país natal y sus álbumes se han publicado en toda Europa y también en Estados Unidos, Nicaragua, Japón, Corea del Sur o China.

## Formación
La vocación artística le vino a los seis años, cuando leyó Tintín en el país de los soviets de Hergé y decidió que de adulto se dedicaría a la historieta.
Lepage conoció con trece años a Jean-Claude Fournier, quien en esa época estaba publicando la serie de historietas de Spirou y Fantasio y recibió de él clases. También recibió las enseñanzas de los historietas Pierre Joubert y Christian Rossi. Con 16 años publicó sus primeros dibujos en el periódico Ouest-France y en distintas revistas bretonas.

## Carrera
En la universidad, Emmanuel Lepage tuvo una formación académica de arquitecto.
Entre 1987 y 1988 realizó la serie Kelvinn (Éditions Ouest-France). Con guion de Georges Pernin dibujó el díptico L'envoyé (Lombard). Junto al guionista Dieter en 1991 publicó el primer tomo de la serie Névé (Glénat Editions). 
En 1999, con guion de la escritora Anne Sibran, publicó La terre sans mal (Colección Aire Libre, Dupuis). Un año después, en 2000, publicó Alex Clément et mort (Vents d’Ouest), con guion de Delphine Rieu.
En 2000 hizo un largo viaje. Sus cuadernos de viaje con apuntes y esbozos se publicaron en Casterman con los títulos Brésil y America. En estas obras contó con la colaboración del escritor Nicolas Michel.
En 2005 publicó ilustró los textos de Sophie Michel de Les Voyages d’Anna (Maghen).
Los dos volúmenes de Muchacho (una historia ambientada durante la Revolución sandinista en Nicaragua, en torno a un seminarista homosexual que termina uniéndose a la guerrilla) se publicaron en 2004 y 2006, en la editorial Dupuis (colección Aire libre). En esta ocasión Emmanuel Lepage fue también el autor del guion.
En 2008 y 2009 volvió a colaborar con Sophie Michel en los dos volúmenes de Oh, les filles (Futuropolis).
Publicó un nuevo cuaderno de viaje (junto a Gildas Chasseboeuf) en 2008, donde cuentan un viaje a Chernóbil, Les fleurs de Tchernobyl (Association les Dessin'acteurs). Una nueva versión, aumentada, de este libro apareció en 2012 en la editorial La Boîte à bulles.
En 2011 dio un giro a su trayectoria con la publicación de Voyage aux îles de la Désolation, un «reportaje con forma de historieta» (BD reportage, según el autor) que trata sobre su viaje a bordo del buque oceanográfico Marion Dufresne por las posesiones australes francesas, como las islas Kerguelen o el archipiélago Crozet). 
Con el mismo espíritu de reportaje, publicó en 2012 Un printemps à Tchernobyl, de nuevo con ilustraciones y guion suyos.
Junto a su hermano, el fotógrafo François Lepage, publicó en 2014 La lune est blanche, una crónica de su viaje a la Antártida. La revista Télérama consideró este álbum como uno de los diez mejores publicados en 2014. Esta obra fue finalista en 2015 del Gran Premio de la Crítica de la ACBD (Asociación de críticos y periodistas de historietas) y ganó el Premio France Info de 2015
Emmanuel Lepage ha colaborado con numerosas revistas, como La Revue Dessinée o Long Cours. Su obra también se ha publicado en numerosos libros colectivos y ha participado en exposiciones.

## Documental sobre Lepage
El artista Bernard-Marie Lauté dirigió el documental Quelques jours dans la vie d'Emmanuel (2006), en el que muestra la intimidad del trabajo de Lepage en su taller.

## Publicaciones

### Álbumes colectivos
- Dinosaures morts ou vifs, Ed. Téméraire, 1995.
- Lavilliers - L'or des fous, Ed. Soleil Productions, 2000.
- Léo Ferré en bande dessinée, Ed. Vents d'Ouest, 2002.
- Les chansons illustrées de Patrick Bruel, Ed. Soleil Productions, 2005.
- Paroles de poilus - Lettres et carnets du front 1914-1918, Ed. Soleil Productions, 2006.
- Les Chansons de Gainsbourg - Filles de fortune, Ed. Soleil Productions, 2006.

### Álbumes personales
- La menace verte - Kelvinn T. 1, coloreado por Eric Delauné y Gildas Josselin, Ed. Ouest-France, 1987.
- L'étranger - Kelvinn T. 2, coloreado por Eric Delauné y Thierry Duchène, Ed. Ouest-France, 1988.
- Les maudits à Maletor - L'envoyé, guion de Georges Pernin, sobre una historia de Huguette Carrière, Ed. Le Lombard, 1990.
- La statue d'or vivant - L'envoyé T. 2, guion de Georges Pernin, sobre una historia de Huguette Carrière, Ed. Lombard, 1991.
- Névé, con Dieter (guion), Ed. Glénat, colección Gráfica, 5 volúmenes, 1991-1998.
- La Terre sans mal, con Anne Sibran (guion), Ed. Dupuis, colección Aire Libre, 1999, premio Canal BD en 2000.
- Alex Clément est mort, guion de Delphine Rieu, Ed. Vents d'Ouest, 2000.
- Brésil - Fragments d'un voyage, con Nicolas Michel (guion), Ed. Casterman, 2003.
- America - Fragments d'un voyage, con Nicolas Michel (guion), Ed. Casterman, 2003.
- Muchacho - tomo 1 - guion y dibujo, Ed. Dupuis, colección Aire Libre, 2004.
- Les voyages d'Anna - con Sophie Michel (textos), Ed. Daniel Maghen 2005.
- Muchacho - tomo 2 - guion y dibujo, Ed. Dupuis, colección Aire Libre, 2006.
- Oh les filles ! - tomo 1 - con Sophie Michel, Ed. Futuropolis, 2008.
- Oh les filles ! - tomo 2 - con Sophie Michel, Ed. Futuropolis, 2009.
- Lepage, une monographie . Entrevistas con Serge Buch. Ed. Mosquito 2008.
- Ailleurs... plus loin. Éd. Mosquito 2008.
- Les Fleurs de Tchernobyl, con Gildas Chasseboeuf, association les Dessin'acteurs, 2008. Reedición aumentada en La Boîte à bulles, 2012.[3]
- Voyage aux îles de la désolation, BD-Documentaire, Ed. Futuropolis, 2011.
- Un printemps à Tchernobyl. Ed. Futuropolis, 2012 (el viaje tuvo lugar en abril-mayo de 2008).
- La Lune est blanche, novela gráfica junto a su hermano François Lepage, fotógrafo, Ed. Futuropolis, 2014[9] Premio France Info 2015.[8]

### Ilustración artística
- Haïku, ilustración de un haiku de la poeta Hisajo Sugita. Serigrafía en tirada limitada (40 ejemplares), numerados y firmados, Atelier les Mains Sales, 2012.

## Premios
- 2000: Gran premio del Festival de Sierre
- 2008: Gran premio del Festival de Solliès-Ville
- 2012: Gran premio del Festival de Quai des Bulles, Saint-Malo.

### La terre sans mal
- 1999: Premio de los libreros de historietas Canal BD (con Anne Sibran).
- 1999: Eléphant d'Or al mejor álbum, Festival de Chambéry.
- 2000: Premio ecuménico.
- 2000: Obra nominada al Alph Art al mejor álbum en el Festival Internacional de la Historieta de Angulema.

### Muchacho
- 2004: Premio Cheverny de historieta histórica, Les Rendez-vous de l'histoire, Blois.
- 2004: Eléphant d'Or al mejor álbum, Festival de Chambéry.
- 2004: Premio a la mejor historieta adaptable al cine, Festival de Cine de Mónaco.
- 2004: Premio al mejor álbum, festival de Solliès-Ville.
- 2005: Premio Saint Michel al mejor dibujo, Bélgica.
- 2008: Premio al mejor álbum extranjero, Festival de Amadora, Portugal.
- 2013: Premio de excelencia, Japan Media Arts, Tokio.

### Un printemps à Tchernobyl
- 2012: Premio al mejor álbum extranjero, Festival de Bucheon, Corea del Sur.
- 2012: Finalista del premio de la crítica ACBD.
- 2013: Premio Diagonales/leSoir.
- 2014: Premio des lycéens des Yvelines.

### La lune est blanche
- 2015: Finalista del premio de la crítica ACBD.
- 2015: Premio France Info para la historieta de actualidad y reportaje.